# Sonneberg
Sonneberg település Németországban, azon belül Türingiában. Lakosainak száma 23 435 fő (2023. december 31.). Sonneberg Lauscha, Steinach és Neuhaus am Rennweg községekkel határos.

## Népesség
A település népességének változása:
| Lakosok száma | 23 736 | 23 756 | 23 830 | 23 097 | 23 507 | 23 435 |
|               | 2015   | 2017   | 2019   | 2021   | 2022   | 2023   |